# Corps causal
Le corps causal serait, pour certains occultistes et auteurs ésotérisants réincarnationnistes modernes, un corps suprasensible ou subtil, qui recueillant les fruits karmiques d'une existence, en conserve comme une quintessence laquelle sera la cause déterminant les forces disponibles dans l'incarnation suivante, notamment pour l'organisation de ses différents corps.

## Définition
Pour Arthur Powell, qui résume l'enseignement des théosophistes (Ledbeater, Annie Besant), « le manomaya-kosha [corps mental] recueille et élabore, alors que le vijñâmaya-kosha [corps causal] ordonne et discerne... Alors que le mental inférieur [corps mental] repose entièrement sur des images mentales construites par les sens, qu'il raisonne autour d'objets uniquement concrets et qu'il traite d'attributs différenciant un objet d'un autre, l'Ego [le corps causal], en revanche, utilisant la conscience causale et ayant appris à distinguer clairement les différents objets et leurs différences, commence à les regrouper selon quelques attributs communs qui apparaissent en un certain nombre d'objets divers, et forme un lien entre eux... Il développe le pouvoir de reconnaître l'identité et la diversité.»
Synonymes selon Pierre A. Riffard : « corps égoïque », « corps karmique », « corps mental supérieur », Ego, « manas supérieur » (selon le théosophisme), « esprit humain » (chez Max Heindel), Moi supérieur (Rudolf Steiner, « soi fait de connaissance », vijñâmaya-kosha (en sanskrit, enveloppe faite d'intellect, gaine de conscience, dans le Védânta), troisième et dernière composante du linga-sharîra ("corps-signe").

## Historique de la notion
- Existe-t-il un équivalent en Égypte pharaonique ? Le concordisme, c'est-à-dire la volonté d'identifier la notion d'une culture avec la notion d'une autre culture, présente des risques. Christian Jacq : "L'initié égyptien prend conscience des neuf éléments essentiels de l'être : le corps [djet], image matérielle du grand corps céleste ; ka, dynamisme créateur ; [l'âme], ba, possibilité d'incarner le divin sur cette terre ; l'Ombre [shut], reflet de la vérité ; l' akh, lumière de l'esprit ; le Cœur [ab], siège de la conscience ; le sekhem, puissance de réalisation ; le Nom [rèn], vérité ultime de toute création ; le sakh, corps spiritualisé. (...)"[2] Valéry Sanfo : "Nous pouvons considérer le ka comme correspondant au corps doublé éthéré, le ba au corps astral, le chu [sahu] au corps mental supérieur ou corps causal."[3]
- Au sein de l'hindouisme, dans les Upanishad[4] et dans le Védânta, le vijñânamaya-kosha (enveloppe d'intellect) est le niveau subtil porteur de la connaissance liée à la logique et le raisonnement. Vijñâna est la conscience, la connaissance discriminante : la perception ou pensée qui sait distinguer les objets, repérer les différentes propriétés. Ce niveau correspond à l'enveloppe la plus subtile du Sûkshma-sharîra qu'il ne faut pas confondre avec le niveau causal ou Kârana-sharîra encore plus subtil selon la tradition philosophique hindoue. Niveau qui est à la fois l'enveloppe fait de béatitude et le début de l'ignorance (avidyā) associé au jiva (au niveau individuel) ou à māyā (au niveau universel).
- La notion de corps causal, d'intellect, se rapproche assez de l'esprit tel que l'entend Platon dans le Phédon (75cd, 78d, 100ab) et La République : une capacité à atteindre les formes idéales, les Idées, conditions de connaissance et d'existence des choses sensibles (connues par les sens), changeantes (soumises au temps), individuelles (particulières, multiples). Platon lie l'intellect et les Idées aux existences antérieures, par la réminiscence : l'âme peut se souvenir des archétypes (le Bien, le Beau, le Juste) vus avant l'incarnation (Phédon, 72e-73a ; Phèdre, 249b).
- Dans son traité De l'âme, (vers 330 av. J.-C.), Aristote distingue quatre grandes fonctions ou facultés (dynameis) ou formes de l'âme (psyché), qui marquent les étapes d'un développement de l'âme. 1) La faculté nutritive ("l'âme nutritive" ou végétative). 2) La faculté sensitive. 3) la faculté motrice ou appétitive. 4) La faculté pensante, la raison, l'intellect (noûs), n'appartient qu'à des êtres "comme l'homme et tout être de cette sorte ou supérieur, s'il en existe" (De l'âme, II, 3, 414 b 18) : ils raisonnent (De l'âme, 415 a 10). Cette dernière faculté correspond assez bien au "corps mental". Aristote semble dédoubler l'âme intellective en intellect patient et intellect agent (De l'âme, III, 4, 429 b 5) ; ce dernier correspond peut-être aux corps causal, bouddhique, âtmique.
- Helena Blavatsky et la théosophie parlent, dans le cadre de leur Septénaire humain, de "manas supérieur". Manas, en sanskrit, signifie "mental", "sens internes". Le "manas inférieur" est le corps mental, le "manas supérieur" est le corps causal. Selon le Glossaire théosophique, "le Manas Supérieur, ou Ego, est directement relié à vijñâna (le 10ème des 12 Nidânas) – qui est la connaissance parfaite de toutes les formes de connaissance, qu'elles se rapportent soit à un objet soit à un sujet dans l'enchaînement nidânique de causes et d'effets".
- Selon Alice Bailey (sous la dictée du Maitre Djwal Kool), le corps causal est synonyme de corps égoique, Ego, Moi supérieur, individualité, l'âme. L'Ego, ne doit pas être confondu avec le terme de personnalité, qui représente dans le langage commun le plan inférieur à l'âme, tandis que le plan supérieur à l'âme est l'esprit (la Monade) Cependant, le centre du corps causal (l’âme) se situe sur deux chakras, donc deux plans (le chakra cardiaque et ajna)[5]. Le corps mental est lié à l'intellect, tandis que le corps mental supérieur (l'intuition) est lié à l'âme. Ainsi, se différencient l'esprit, l'âme et le corps, synonyme de la Monade, l'Ego, la personnalité[6].
- Selon Rudolf Steiner après la mort, « Il subsiste alors une sorte d'extrait de la vie écoulée que le Je emporte avec lui et qui constitue un bien impérissable que l'homme conserve pour toutes ses incarnations futures. À  chaque incarnation une nouvelle feuille s'ajoute aux précédentes. C'est ce que la théosophie appelle le corps causal, car dans ce corps causal siège la cause qui déterminera la manière dont se restructureront les incarnations ultérieures.»[7]
- Selon Omraam Mikhaël Aïvanhov (Le grain de sénevé, p. 155), « L’amour, l’espérance et la foi sont des vertus qui appartiennent au plan causal. Pour parvenir à guérir quelqu’un, il faut remuer le monde causal. »

## Idées
Plusieurs auteurs, dont Franz Bardon, rapprochent « corps causal » et « ange gardien ».
Selon Omraam Mikhaël Aïvanhov, les émanations des corps causal, bouddhique et atmique « forment le corps de gloire dont saint Paul fait mention dans ses Épîtres [I Corinthiens, 15:43]. Le corps de gloire, comme l'aura, est une émanation de l'être humain, mais, alors que l'aura reflète aussi bien les défauts que les qualités de l'homme, le corps de gloire est l'expression de la vie spirituelle la plus intense. »